# Медоев, Дмитрий Николаевич

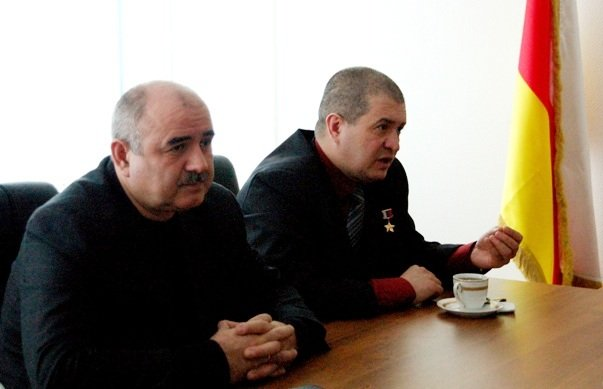
Дмитрий Медоев (слева) и Герой России Сергей Кобылаш. Москва, 2010 год

Дми́трий Никола́евич Медо́ев (род. 15 мая 1960, Сталинир, ныне Цхинвал) — государственный деятель и дипломат Южной Осетии, первый чрезвычайный и полномочный посол Республики Южная Осетия в Российской Федерации (2009—2015). Министр иностранных дел Республики Южная Осетия (2017—2022).

## Биография

### Образование
В 1982 году окончил историко-филологический факультет Юго-Осетинского государственного университета.
С 1986 по 1989 год — аспирант в аспирантуре при Институте истории, археологии и этнографии АН Грузинской ССР.
В 2001 году окончил Дипломатическую академию МИД России по специальности «международные отношения».
В 2003 году защитил кандидатскую диссертацию на тему: «Политика России в Закавказье: проблемы и перспективы». Кандидат политических наук.
Владеет осетинским, русским, английским, персидским, грузинским языками.

### Карьера
С 1985 по 1994 год — научный сотрудник Юго-осетинского НИИ гуманитарных исследований.
С 1990 по 1994 год — депутат Верховного Совета Республики Южная Осетия.
С 1994 по 1996 год — министр внешних связей Республики Южная Осетия.
С 1999 по 2001 год — слушатель Дипломатической академии МИД России.
С 2002 по 2005 год — полномочный представитель президента Республики Южная Осетия в Российской Федерации;
С 2005 года — полномочный представитель Республики Южная Осетия в Российской Федерации;
12 января 2009 года назначен чрезвычайным и полномочным послом Республики Южная Осетия в Российской Федерации.
16 января 2009 года в Александровском зале Большого Кремлёвского дворца вручил верительные грамоты президенту Российской Федерации Дмитрию Анатольевичу Медведеву.
2 марта 2015 года президент Южной Осетии Л. Тибилов освободил Медоева от должности посла в России.
C 25 мая 2017 по 15 августа 2022 года — министр иностранных дел Республики Южная Осетия.

## Личная жизнь
Женат, есть два сына.

## Награды
- Орден Дружбы (Южная Осетия, 13 мая 2010) — за большой личный вклад в дело становления государственности Республики Южная Осетия, активную плодотворную дипломатическую деятельность и в связи с 50-летием со дня рождения[7][8]
- Нагрудный знак МИД России «За вклад в международное сотрудничество» (2010) — за активную плодотворную дипломатическую деятельность на посту Чрезвычайного и Полномочного Посла Республики Южная Осетия в Российской Федерации[9]
- Нагрудный знак МИД России «За взаимодействие» (2020)[10].
- Орден «Честь и слава» III степени (Абхазия, 15 июня 2006) — за большие заслуги в укреплении дружбы между народами Абхазии и Южной Осетией[11][12]
- Орден «За заслуги» II степени (Приднестровье, 7 июня 2006)[13]
- Заслуженный работник дипломатической службы Республики Южная Осетия (8 июня 2017) — за большой вклад в реализацию внешнеполитического курса Республики Южная Осетия, многолетнюю добросовестную работу и проявленный профессионализм[14]
- Заслуженный сотрудник дипломатической службы Приднестровской Молдавской Республики (15 июня 2009) — за личный вклад в развитие дружбы и сотрудничества между Республикой Южная Осетия и Приднестровской Молдавской Республикой, активные усилия по защите интересов Республики Южная Осетия и Приднестровской Молдавской Республики на международной арене дипломатическими средствами[15]
- Нагрудный знак Министерства иностранных дел ПМР «За вклад в развитие международных связей»[16]
- Медаль «На страже мира в Южной Осетии» (2006)
- Медаль "10 лет победы народа Южной Осетии в Отечественной войне (2018)